# Silver Prince
Silver Prince is een historisch merk van motorfietsen.
De bedrijfsnaam was: Ney Tryus Cycle Co., Poplar Works, Birchfield, Birmingham.
Dit was een Engels merk dat een beperkte oplage 269cc-tweetakten met Villiers-motor en 346cc-zijkleppers met Blackburne-motoren maakte. Tegen het einde werden er alleen 148- en 248cc-Villiers-blokken gebruikt.
Popular Works was een van de honderden bedrijven die meteen na de Eerste Wereldoorlog (in 1919) begonnen met de productie van goedkope, eenvoudige motorfietsen met componenten van toeleveranciers. Motorenfabrikanten zoals Villiers en Blackburne leverden de inbouwmotoren die hiervoor nodig waren. De overlevingskans van deze kleine merken werd kleiner toen de bestaande, grote merken, die tijdens de oorlog vooral oorlogsproductie gedraaid hadden, weer op de Britse markt kwamen. Silver Prince bracht de productie terug naar steeds goedkopere modellen, maar moest in 1924 de poorten sluiten. 